# Schlierenfotografie

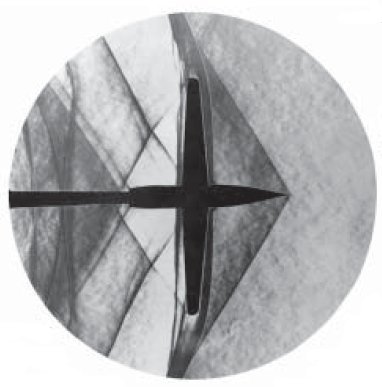
Schlierenfoto eines Flugzeugmodells bei Mach 1,2 im Windkanal

Prinzip Schlierenfotografie

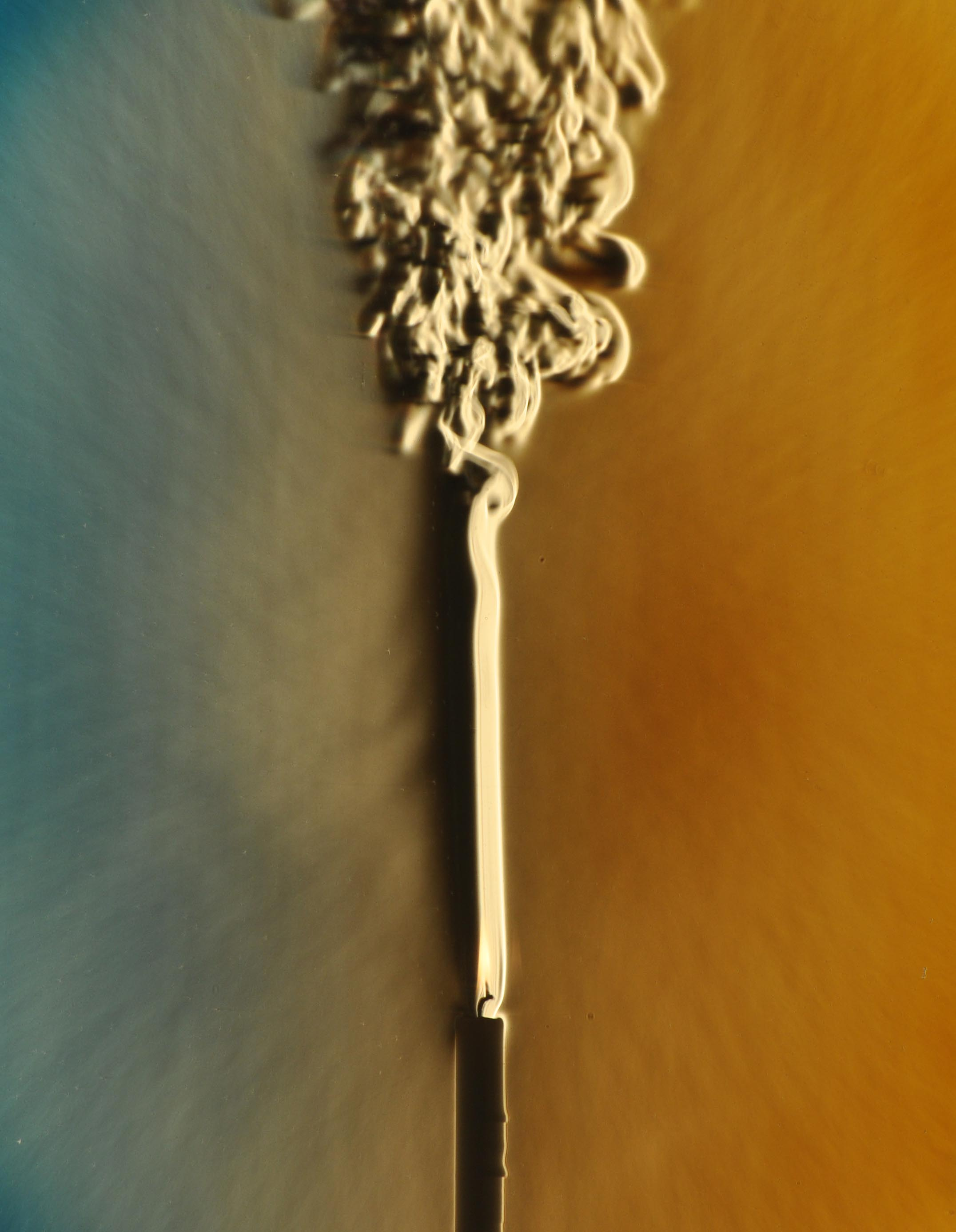
Thermische Konvektion über einer brennenden Kerze, aufgenommen mittels Schlierenoptik

Die Schlierenfotografie ist eine Fototechnik, die 1864 vom deutschen Chemiker und Physiker August Toepler entwickelt wurde. Sie wird zur Abbildung von örtlichen Schwankungen des Brechungsindex in Flüssigkeiten und Gasen verwendet.
Dabei kann es sich um die zeitgleich stattfindende Vermischung oder Lösung verschiedener Stoffe miteinander, um thermische Konvektionsbewegungen oder zum Beispiel um Luft-Stoßwellen um fliegende Projektile oder Profile im Windkanal handeln.
Anwendung findet das Schlierenverfahren dementsprechend in der Strömungstechnik, der Ballistik, der Untersuchung der Ausbreitung und Vermischung von Gasen und Lösungen, und der Untersuchung des Wärmeaustausches durch Konvektion.
Die nebenstehende Abbildung zeigt das Funktionsprinzip der Schlierenfotografie. Die zu untersuchende Volumenregion bzw. Schicht (hier: eine brennende Kerze mit Konvektion) (1) wird von links mit parallelem Licht (z. B. eine Punktlichtquelle + Kollimator, beides nicht abgebildet) beleuchtet und durch ein Objektiv (2) auf dem Schirm (4) abgebildet. Der Großteil des Lichts (gelbe Pfeile) trifft auf eine Blende (3), oft in Form einer Kante. Dichteschwankungen eines inhomogenen Mediums in der Schicht (1) leiten einen Teil der Lichtstrahlen (grüner Pfeil) an der Blende (3) vorbei; fast nur dieses Licht erzeugt das Abbild auf dem Schirm. Die Helligkeitsschwankungen dieses Abbildes entsprechen den örtlichen Gradienten des Brechungsindex, veranlasst durch die Dichteschwankungen bzw. Vermischung. Für ein kontrastreiches Bild der Strömung muss das Licht scharf auf die Kante der Blende (3) fokussiert werden, was durch eine möglichst punktförmige Lichtquelle und die Anordnung der Blende in der Bildebene der Lichtquelle erreicht wird.

## Verwandte Verfahren
Ein ähnliches Verfahren wird bei der Eidophor-Videoprojektion angewendet – hier ist die inhomogene Schicht jedoch ein Ölfilm, der von einem Elektronenstrahl strukturiert wird.
Die Schlieren Particle Image Velocimetry (Schlieren PIV) bestimmt die Geschwindigkeit einer Strömung anhand der Geschwindigkeit von sich in ihr fortbewegenden Wirbeln bzw. Turbulenzen. Die Geschwindigkeit wird anhand von zwei Fotos und dem Bewegungsfortschritt eines Wirbels bestimmt. Die Optik gleicht derjenigen der Schlierenfotografie, das Verfahren ist auf das Vorhandensein von Wirbeln bzw. Turbulenzen in der Strömung angewiesen.
Beim sogenannten Background Oriented Schlieren (BOS) werden nicht die Schlieren abgebildet, sondern ein mit einem Raster versehener Hintergrund. Im Bild ist die Lage der Rasterpunkte entsprechend der Gradienten des Brechungsindex verzerrt. Das Verfahren benötigt keine Punktlichtquelle und ist mit dem Schattenverfahren verwandt, bei dem überhaupt keine Abbildung stattfindet, sondern die Brechungsindexgradienten zu einer Sammlung oder Zerstreuung der Lichtstrahlen einer (quasi) parallelen (Punkt-)Quelle führen – jeder in der Summe optisch dichtere Bereich verursacht wie eine Sammellinse eine erhöhte Leuchtdichte auf dem Schirm und umgekehrt erzeugen Bereiche geringeren Brechungsindex eine dunkle Stelle („Schatten“). Das Schattenverfahren ist weniger sensitiv als die Schlierenoptik, weil die Lichtintensitätsunterschiede proportional zur zweiten Ableitung des Brechungsindex sind, wohingegen sie beim Schlierenverfahren proportional zu dessen erster Ableitung sind.